# Districte de Sedan
El Districte de Sedan és un dels quatre districtes amb què es divideix el departament francès de les Ardenes, a la regió del Gran Est. Té 6 cantons i 79 municipis. El cap del districte és la sotsprefectura de Sedan.

## Cantons
cantó de Carignan - cantó de Mouzon - cantó de Raucourt-et-Flaba - cantó de Sedan-Est - cantó de Sedan-Nord - cantó de Sedan-Oest